# Yuliya Riabchinskaya
Yuliya Riabchinskaya –en ruso, Юлия Рябчинская– (Pischanka, URSS, 26 de enero de 1947-Poti, URSS, 13 de enero de 1973) fue una deportista soviética que compitió en piragüismo en la modalidad de aguas tranquilas. 
Participó en los Juegos Olímpicos de Múnich 1972, obteniendo una medalla de oro en la prueba de K1 500 m. Ganó una medalla de oro en el Campeonato Mundial de Piragüismo en Aguas Tranquilas de 1971 en la prueba de K4 500 m.

## Palmarés internacional
| Juegos Olímpicos   | Juegos Olímpicos      | Juegos Olímpicos | Juegos Olímpicos |
| Año                | Lugar                 | Medalla          | Evento           |
| ------------------ | --------------------- | ---------------- | ---------------- |
| 1972               | Múnich (RFA)          | Medalla de oro   | K1 500 m         |
| Campeonato Mundial |                       |                  |                  |
| Año                | Lugar                 | Medalla          | Evento           |
| 1971               | Belgrado (Yugoslavia) | Medalla de oro   | K4 500 m         |